# Доманов, Анатолий Емельянович
Анатолий Емельянович Доманов (16 августа 1922, с. Призначное, Курская губерния — 9 августа 1995, Мариуполь, Донецкая область) — советский военнослужащий, участник Великой Отечественной войны, полный кавалер ордена Славы, командир пулемётного расчёта 89-го стрелкового полка, старшина — на момент представления к награждения орденом Славы 1-й степени.

## Биография
Родился 16 августа 1922 года в селе Призначное (ныне — Прохоровского района Белгородской области). Окончил 7 классов. Работал кузнецом-штамповщиком на Сталинградском тракторном заводе.
В мае 1942 года был призван в Красную Армию. В действующей армии с сентября того же года. На фронте стал пулемётчиком. По прибытии из госпиталя после четвёртого ранения был зачислен командиром пулемётного расчёта 89-го стрелкового полка 23-й стрелковой дивизии. С этой частью прошёл до Победы.
20 июля 1944 года в районе населённого пункта Шпиталь старший сержант Доманов шквальным огнём прикрыл атаку наших бойцов. Будучи раненным, продолжал вести бой, сразил 5 противников. Приказом командира 23-й стрелковой дивизии от 12 августа 1944 года старший сержант Доманов Анатолий Емельянович награждён орденом Славы 3-й степени.
14 января 1945 года при штурме высоты на подступах к городу Варшава старшина Доманов заменил выбывшего из строя командира взвода, уничтожил пулемётным огнём свыше 10 противников. Приказом по войскам 61-й армии № 394/н от 11 февраля 1945 года старший сержант Доманов Анатолий Емельянович награждён орденом Славы 2-й степени.
17 апреля 1945 года вместе со взводом форсировал реку Одер в районе населённого пункта Ной-Глитцен. Заняв огневую позицию, открыл ураганный огонь по противнику, прикрывая переправу других подразделений. Заменил выбывшего из строя командира взвода. В этом бою лично уничтожил двух вражеских снайперов, подавил станковый пулемёт и истребил около полутора десятков вражеских солдат и офицеров.
28 апреля 1945 года в бою за город Эберсвальде, заменил выбывшего из строя командир взвода, умело поддерживал огнём пулемётов продвижение нашей пехоты. Был тяжело ранен. День Победы встретил в госпитале. За последний бой награждён вторым орденом Красной Звезды.
Указом Президиума Верховного Совета СССР от 15 мая 1946 года за образцовое выполнение заданий командования в боях с захватчиками старшина Доманов Анатолий Емельянович награждён орденом Славы 1-й степени. Стал полным кавалером ордена Славы.
В 1948 году был демобилизован. Жил в городе Жданов. Член КПСС с 1969 года. Работал на металлургическом комбинате имени Ильича старшим термистом. Умер 9 августа 1995 года.

## Награды
Награждён орденом Отечественной войны 1-й степени, двумя орденами Красной Звезды, орденами Славы 1-й, 2-й и 3-й степени, медалями.

## Память
В посёлке городского типа Прохоровка на Аллее Героев установлен бюст А. Е. Доманова.